# قوروقچی‌رود
قوروقچی‌رود یکی از روستاهای استان آذربایجان شرقی است که در دهستان اوجان غربی بخش مرکزی شهرستان بستان‌آباد واقع شده‌است.این روستا ۱۷۰ نفر جمعیت دارد.